# Campioni del mondo di sci nautico
Campioni del mondo di sci nautico

## Elenco dei campioni del mondo di Discipline Classiche
| Anno | Paese Ospitante                           | Slalom                                | Figure                                | Salto                                 | Combinata                             | Squadra                  |  |
| ---- | ----------------------------------------- | ------------------------------------- | ------------------------------------- | ------------------------------------- | ------------------------------------- | ------------------------ |  |
| 1949 | Juan-les-Pins, Francia                    | Christian Jourdan, Francia            | Pierre Gouin, Francia                 | Guy de Clercq, Belgio                 | Christian Jourdan, Francia            | Nessun titolo di squadra |  |
| 1949 | Juan-les-Pins, Francia                    | Willa Worthington Stati Uniti         | Madeleine Boutellier Francia          | Willa Worthington Stati Uniti         | Willa Worthington Stati Uniti         | Nessun titolo di squadra |  |
| 1950 | Cypress Gardens, Stati Uniti              | Dick Pope, Stati Uniti                | Jack Andresen, Stati Uniti            | Guy de Clercq, Belgio                 | Dick Pope, Stati Uniti                | Nessun titolo di squadra |  |
| 1950 | Cypress Gardens, Stati Uniti              | Evie Wolford Stati Uniti              | Willa Worthington-McGuire Stati Uniti | Johnette Kirkpatrick Stati Uniti      | Willa Worthington-McGuire Stati Uniti | Nessun titolo di squadra |  |
| 1953 | Toronto, Canada                           | Charles Blackwell, Canada             | Warren Witherall, Stati Uniti         | Alfredo Herrendoza, Stati Uniti       | Alfredo Herrendoza, Stati Uniti       | Nessun titolo di squadra |  |
| 1953 | Toronto, Canada                           | Evie Wolford Stati Uniti              | Leah Marie Rawls Stati Uniti          | Sandra Swaney Stati Uniti             | Leah Marie Rawls Stati Uniti          | Nessun titolo di squadra |  |
| 1955 | Beirut, Libano                            | Alfredo Herrendoza, Stati Uniti       | Scotty Scott, Stati Uniti             | Alfredo Herrendoza, Stati Uniti       | Alfredo Herrendoza, Stati Uniti       | Nessun titolo di squadra |  |
| 1955 | Beirut, Libano                            | Willa Worthington-McGuire Stati Uniti | Marina Doria Svizzera                 | Willa Worthington-McGuire Stati Uniti | Willa Worthington-McGuire Stati Uniti | Nessun titolo di squadra |  |
| 1957 | Cypress Gardens, Stati Uniti              | Joe Cash, Stati Uniti                 | Mike Amsbury, Stati Uniti             | Joe Mueller, Stati Uniti              | Joe Cash, Stati Uniti                 | Nessun titolo di squadra |  |
| 1957 | Cypress Gardens, Stati Uniti              | Marina Doria Svizzera                 | Marina Doria Svizzera                 | Nancie Rideout Stati Uniti            | Marina Doria Svizzera                 | Nessun titolo di squadra |  |
| 1959 | Milano, Italia                            | Chuck Stearns, Stati Uniti            | Philippe Logut, Francia               | Buster McCalla, Stati Uniti           | Chuck Stearns, Stati Uniti            | Stati Uniti              |  |
| 1959 | Milano, Italia                            | Vickie van Hook Stati Uniti           | Piera Castelvetri Italia              | Nancie Rideout Stati Uniti            | Vickie van Hook Stati Uniti           | Stati Uniti              |  |
| 1961 | Long Beach, Stati Uniti                   | Jimmy Jackson, Stati Uniti            | Jean-Marie Muller, Francia            | Larry Penacho, Stati Uniti            | Bruno Zaccardi, Italia                | Stati Uniti              |  |
| 1961 | Long Beach, Stati Uniti                   | Janelle Kirkley Stati Uniti           | Sylvie Hulsemann Lussemburgo          | Renate Hansluvka Austria              | Sylvie Hulsemann Lussemburgo          | Stati Uniti              |  |
| 1963 | Vichy, Francia                            | Billy Spencer, Stati Uniti            | Billy Spencer, Stati Uniti            | Jimmy Jackson, Stati Uniti            | Billy Spencer, Stati Uniti            | Stati Uniti              |  |
| 1963 | Vichy, Francia                            | Jeanette Brown Stati Uniti            | Guyonne Dalle Francia                 | Renate Hansluvka Austria              | Janet Brown Stati Uniti               | Stati Uniti              |  |
| 1965 | Surfers Paradise Gardens, Australia       | Roland Hillier, Stati Uniti           | Ken White, Stati Uniti                | Larry Penacho, Stati Uniti            | Roland Hillier, Stati Uniti           | Stati Uniti              |  |
| 1965 | Surfers Paradise Gardens, Australia       | Barbara Cooper-Clack Stati Uniti      | Dany Duflot Francia                   | Liz Allan Stati Uniti                 | Liz Allan Stati Uniti                 | Stati Uniti              |  |
| 1967 | Sheebrooke, Canada                        | Tito Antuñano, Messico                | Alan Kempton, Stati Uniti             | Alan Kempton, Stati Uniti             | Mike Suyderhoud, Stati Uniti          | Stati Uniti              |  |
| 1967 | Sheebrooke, Canada                        | Liz Allan Stati Uniti                 | Dany Duflot Francia                   | Jeanette Stewart-Wood Regno Unito     | Jeanette Stewart-Wood Regno Unito     | Stati Uniti              |  |
| 1969 | Copenaghen, Danimarca                     | Víctor Palomo, Spagna                 | Bruce Cockburn, Australia             | Wayne Grimditch, Stati Uniti          | Mike Suyderhoud, Stati Uniti          | Stati Uniti              |  |
| 1969 | Copenaghen, Danimarca                     | Liz Allan Stati Uniti                 |                                       |                                       |                                       | Stati Uniti              |  |
| 1971 | Barcellona, Spagna                        | Mike Suyderhoud, Stati Uniti          | Ricky McCormick, Stati Uniti          | Mike Suyderhoud, Stati Uniti          | George Athans, Canada                 | Stati Uniti              |  |
| 1971 | Barcellona, Spagna                        | Christy Freeman Stati Uniti           | Willi Stahle Paesi Bassi              | Christy Weir Stati Uniti              | Christy Weir Stati Uniti              | Stati Uniti              |  |
| 1973 | Bogotà, Colombia                          | George Athans, Canada                 | Wayne Grimditch, Stati Uniti          | Ricky McCormick, Stati Uniti          | George Athans, Canada                 | Stati Uniti              |  |
| 1973 | Bogotà, Colombia                          | Sylvie Maurial Francia                | María Víctoria Carrasco Venezuela     | Liz Allan-Shetter Stati Uniti         | Liz Allan-Shetter Stati Uniti         | Stati Uniti              |  |
| 1975 | Londra, Regno Unito                       | Roby Zucchi, Italia                   | Wayne Grimditch, Stati Uniti          | Ricky McCormick, Stati Uniti          | Carlos Suárez, Venezuela              | Stati Uniti              |  |
| 1975 | Londra, Regno Unito                       | Liz Allan-Shetter Stati Uniti         | María Víctoria Carrasco Venezuela     | Liz Allan-Shetter Stati Uniti         | Liz Allan-Shetter Stati Uniti         | Stati Uniti              |  |
| 1977 | Milan, Italia                             | Bob LaPoint, Stati Uniti              | Carlos Suárez, Venezuela              | Mike Suyderhoud, Stati Uniti          | Mike Hazelwood, Regno Unito           | Stati Uniti              |  |
| 1977 | Milan, Italia                             | Cindy Todd Stati Uniti                | María Víctoria Carrasco Venezuela     | Linda Giddens Stati Uniti             | Cindy Todd Stati Uniti                | Stati Uniti              |  |
| 1979 | Toronto, Canada                           | Bob LaPoint, Stati Uniti              | Patrice Martin, Francia               | Mike Hazelwood, Regno Unito           | Joel McClintock, Canada               | Stati Uniti              |  |
| 1979 | Toronto, Canada                           | Pattsie Messner Stati Uniti           | Natalya Rumyantseva Unione Sovietica  | Cindy Todd Stati Uniti                | Cindy Todd Stati Uniti                | Stati Uniti              |  |
| 1981 | Londra, Regno Unito                       | Andy Mapple, Regno Unito              | Cory Pickos, Stati Uniti              | Mike Hazelwood, Regno Unito           | Sammy Duvall, Stati Uniti             | Stati Uniti              |  |
| 1981 | Londra, Regno Unito                       | Cindy Todd Stati Uniti                | Ana María Carrasco Venezuela          | Deena Brush Stati Uniti               | Karen Roberge Stati Uniti             | Stati Uniti              |  |
| 1983 | Göteborg, Svezia                          | Bob LaPoint, Stati Uniti              | Cory Pickos, Stati Uniti              | Sammy Duvall, Stati Uniti             | Sammy Duvall, Stati Uniti             | Stati Uniti              |  |
| 1983 | Göteborg, Svezia                          | Cindy Todd Stati Uniti                | Natalya Ponomaryeva Unione Sovietica  | Cindy Todd Stati Uniti                | Anna Maria Carrasco Venezuela         | Stati Uniti              |  |
| 1985 | Tolosa, Francia                           | Bob LaPoint, Stati Uniti              | Patrice Martin, Francia               | Geoff Carrington, Australia           | Sammy Duvall, Stati Uniti             | Stati Uniti              |  |
| 1985 | Tolosa, Francia                           | Camille Duvall Stati Uniti            | Judy McClintock Canada                | Deena Brush Stati Uniti               | Karen Neville Australia               | Stati Uniti              |  |
| 1987 | Londra, Regno Unito                       | Bob LaPoint, Stati Uniti              | Patrice Martin, Francia               | Sammy Duvall, Stati Uniti             | Sammy Duvall, Stati Uniti             | Stati Uniti              |  |
| 1987 | Londra, Regno Unito                       | Kim Laskoff Stati Uniti               | Natalya Rumyantseva Unione Sovietica  | Deena Brush Stati Uniti               | Deena Brush Stati Uniti               | Stati Uniti              |  |
| 1989 | West Palm Beach, Stati Uniti              | Andy Mapple, Regno Unito              | Aymeric Benet, Francia                | Geoff Carrington, Australia           | Patrice Martin, Francia               | Stati Uniti              |  |
| 1989 | West Palm Beach, Stati Uniti              | Kim Laskoff Stati Uniti               | Tawn Larsen Stati Uniti               | Deena Brush-Mapple Stati Uniti        | Deena Brush-Mapple Stati Uniti        | Stati Uniti              |  |
| 1991 | Villach, Austria                          | Lucky Lowe, Stati Uniti               | Patrice Martin, Francia               | Bruce Neville, Australia              | Patrice Martin, Francia               | Canada                   |  |
| 1991 | Villach, Austria                          | Helena Kjellander Svezia              | Tawn Larsen Stati Uniti               | Sheri Sloane Stati Uniti              | Karen Neville Australia               | Canada                   |  |
| 1993 | Singapore                                 | Brett Thurley, Australia              | Tory Baggiano, Stati Uniti            | Andrea Alessi, Italia                 | Patrice Martin, Francia               | Canada                   |  |
| 1993 | Singapore                                 | Helena Kjellander Svezia              | Britt Larsen Stati Uniti              | Kim de Macedo Canada                  | Natalia Rumiantseva Russia            | Canada                   |  |
| 1995 | Roquebrune-sur-Argens, Francia            | Andy Mapple, Regno Unito              | Aymeric Benet, Francia                | Bruce Neville, Australia              | Patrice Martin, Francia               | Francia                  |  |
| 1995 | Roquebrune-sur-Argens, Francia            | Helena Kjellander Svezia              | Tawn Larsen Stati Uniti               | Brenda Nichols Stati Uniti            | Judy Messer Canada                    | Francia                  |  |
| 1997 | Medellín, Colombia                        | Andy Mapple, Regno Unito              | Kyle Peterson, Stati Uniti            | Jaret Llewellyn, Canada               | Patrice Martin, Francia               | Francia                  |  |
| 1997 | Medellín, Colombia                        | Helena Kjellander Svezia              | Britt Llarsen Stati Uniti             | Elena Milakova Russia                 | Elena Milakova Russia                 | Francia                  |  |
| 1999 | Milano, Italia                            | Andy Mapple, Regno Unito              | Jaret Llewellyn, Canada               | Jaret Llewellyn, Canada               | Patrice Martin, Francia               | Francia                  |  |
| 1999 | Milano, Italia                            | Kristi Overton-Johnson Stati Uniti    | Tawn Larsen-Hahn Stati Uniti          | Emma Sheers Australia                 | Elena Milakova Russia                 | Francia                  |  |
| 2001 | Recetto, Italia                           | Andy Mapple, Regno Unito              | Nicolas le Forestier, Francia         | Jaret Llewellyn, Canada               | Jaret Llewellyn, Canada               | Stati Uniti              |  |
| 2001 | Recetto, Italia                           | Emma Sheers Australia                 | Regina Jaquess Stati Uniti            | Elena Milakova Russia                 | Elena Milakova Russia                 | Stati Uniti              |  |
| 2003 | Clermont (Florida), Stati Uniti- Svizzera | Jeff Rodgers, Stati Uniti             | Jimmy Siemers, Stati Uniti            | Freddy Krueger, Stati Uniti           | Jimmy Siemers, Stati Uniti            | Stati Uniti              |  |
| 2003 | Clermont (Florida), Stati Uniti- Svizzera | Emma Sheers Australia                 | Mandy Nightingale Stati Uniti         | Emma Sheers Australia                 | Regina Jaquess Stati Uniti            | Stati Uniti              |  |
| 2005 | Tientsin, Cina                            | William Asher, Regno Unito            | Nicolas le Forestier, Francia         | Jaret Llewellyn, Canada               | Jimmy Siemers, Stati Uniti            | Stati Uniti              |  |
| 2005 | Tientsin, Cina                            | Regina Jaquess Stati Uniti            | Mandy Nightingale Stati Uniti         | Angeliki Andriopoulou Grecia          | Regina Jaquess Stati Uniti            | Stati Uniti              |  |
| 2007 | Linz, Austria                             | Thomas Degasperi, Italia              | Nicolas le Forestier, Francia         | Freddy Krueger, Stati Uniti           | Jaret Llewellyn, Canada               | Stati Uniti              |  |
| 2007 | Linz, Austria                             | Nicole Arthur Regno Unito             | Lucine Clementine Francia             | Angeliki Andriopoulou Grecia          | Lucine Clementine Francia             | Stati Uniti              |  |